# Jalal Talabani
Jalal Talabani (kurde : Celal Talebanî), né le 12 novembre 1933 dans le village de Kelkan au Kurdistan irakien et mort le 3 octobre 2017 à Berlin, est un homme d'État irakien d'ethnie kurde, président de la république d'Irak de 2005 à 2014.
Il a été élu président de la république d'Irak par l'Assemblée nationale transitoire pour un mandat provisoire le 6 avril 2005 puis réélu pour un premier mandat le 22 avril 2006. Le 11 novembre 2010, il est réélu pour un deuxième mandat.
Jalal Talabani, plus connu sous le nom de Mam Celal (« Oncle Jalal ») chez les Kurdes, est aussi le fondateur de l'Union patriotique du Kurdistan, l'un des deux principaux partis politiques kurdes.

## Biographie

### Jeunesse
Jalal Talabani naît au Kurdistan irakien. Il est scolarisé dans un collège de Kirkouk, qui est alors majoritairement peuplée de Kurdes, puis poursuit des études de droit à l'université de Bagdad. Séduit par les idées marxistes, il embrasse la cause du nationalisme kurde incarnée par Moustapha Barzani, le fondateur du Parti démocratique du Kurdistan (PDK), exilé en Union soviétique. Talabani adhère au parti en 1947, entre au comité central en 1951 et épouse Hero Ibrahim Ahmed (en), la fille d'Ibrahim Ahmad (en), secrétaire général du PDK. Durant ses études, il fonde un syndicat d'étudiants kurdes. Pour éviter d'être arrêté, il entre dans la clandestinité en 1956 et reste caché jusqu'à la chute de la monarchie hachémite. Il sort diplômé de l'université en 1959 et devient avocat,.

### Au sein du PDK
L'instauration de la République en 1958 par Abdel Karim Kassem permet à Moustapha Barzani de rentrer en Irak. Il cherche à reprendre le contrôle du PDK. En 1961, une révolte éclate au Kurdistan irakien. Les combats se poursuivent jusqu'en 1964 lorsque Barzani, sans avoir obtenu l'accord du bureau politique du PDK, signe un accord de paix avec le pouvoir de Bagdad dont les conditions n'incluent pas l'autonomie de la région,. Barzani exclut cinq membres du bureau politique, dont Ibrahim Ahmad, qui souhaitent continuer le combat. Le parti subit une scission et Jalal Talabani rejoint la faction dirigée par son beau-père. Leur appel à la révolte n'est pas suivi par les peshmergas et ils sont contraints de se réfugier en Iran. À leur retour, Ahmad et Talabani sont assignés à résidence. À partir de 1966, ils combattent le PDK au sein d'une milice baassiste formée par le gouvernement irakien,. Saddam Hussein, qui ne parvient pas à réduire la résistance kurde, dissout ses milices et signe en mars 1970 un accord avec Moustapha Barzani prévoyant un statut d'autonomie pour le Kurdistan irakien. Une réconciliation a lieu au sein du mouvement kurde, mais Talabani se retrouve marginalisé. Il est envoyé à l'étranger afin de représenter le PDK à Beyrouth, puis Damas. Il y acquiert une stature internationale et se rapproche du Front populaire de libération de la Palestine (FPLP), dont il intègre le bureau politique.

### À la tête de l'UPK
En 1975, la signature des accords d'Alger entre l'Irak et l'Iran de Mohammad Reza Pahlavi prive les combattants kurdes du soutien iranien. Moustapha Barzani abandonne le combat et quitte le pays. À Damas, Jalal Talabani fonde l'Union patriotique du Kurdistan (UPK), puis retourne en Irak en 1977,. Son parti regroupe des formations de gauche. Il s'oppose aux forces du PDK, maintenant dirigé par Massoud Barzani, fils du chef historique mort en exil en 1979. Celui-ci s'allie avec la république islamique d'Iran, qui est bientôt entraînée dans la guerre Iran-Irak. En 1986, l'UPK signe également un accord avec Téhéran. L'opération Anfal menée en 1988 par le régime irakien de Saddam Hussein décime les populations du Kurdistan et pousse les forces de l'UPK et du PDK à s'allier au sein du Front du Kurdistan irakien.
Entre 1990 et 1991 se déroulent la guerre du Golfe et une nouvelle insurrection, qui s'étend au Kurdistan irakien. Au terme de la guerre, la région est protégée par une zone d'exclusion aérienne mise en place par les nations alliées. Des élections ont lieu en mai 1992, au terme desquelles le PDK de Barzani dirige le Nord du Kurdistan, et l'UPK de Talabani le Sud de la région,. Barzani ayant devancé Talabani d'à peine 5 000 voix, aucun président n'est désigné. À partir de 1994, le PDK de Barzani, avec le soutien de l’armée gouvernementale irakienne, reprend l'offensive et s’empare du Sud du Kurdistan, poussant l'UPK à se replier en Iran. Un accord de paix est signé à Washington en 1998 et le Parlement du Kurdistan irakien est réactivé en 2002. L'année suivante, une direction collégiale de six membres, dont Massoud Barzani et Jalal Talabani, est mise en place au Kurdistan irakien,.

### Président de la république d'Irak
En avril 2005, Jalal Talabani est le candidat unique de l'UPK et du PDK au poste essentiellement honorifique de président de la république d'Irak. Élu par le Parlement issu des élections législatives de janvier 2005 pour un mandat transitoire, il est le premier Kurde à accéder à ce poste. Avec ses deux vice-présidents, il constitue le Conseil présidentiel, qui doit désigner le Premier ministre.
Le 22 avril 2006, peu après l'adoption de la nouvelle Constitution, il est réélu pour un premier mandat permanent.
Le 25 février 2007, la présidence de la république d'Irak indique que le président Jalal Talabani, 74 ans, est hospitalisé en Jordanie après être tombé malade en raison d'une importante charge de travail au cours des jours précédents. Il reprend ses fonctions quelques semaines plus tard.
En mai 2007, Talabani qualifie Tony Blair de « héros » pour son rôle dans la libération de l'Irak du joug de Saddam Hussein.
Le 7 septembre 2007, il refuse de signer l’ordre d’exécution de Sultan Hashim al-Tai (en), un proche de Saddam Hussein. Au cours d’une conférence de presse à Soulaimaniyeh (son fief traditionnel au Kurdistan), il déclare « Je connais Sultan Hachim al-Tai. Nous étions en contact sous le régime de Saddam Hussein » et déclare aussi : « Nous l’incitions à l’époque à se révolter contre Saddam. Comment pourrais-je signer aujourd’hui l’ordre de son exécution […]. Non, non et non. Je ne le ferai pas ».
Le 22 septembre 2007 il exige, dans une lettre de protestation, la libération « immédiate » de Mahmoudi Farhadi, un Iranien accusé par l'armée américaine d'être impliqué dans la livraison d'armes à des groupes rebelles irakiens. Dans un communiqué il déclare : « Je demande sa libération immédiate pour maintenir les bonnes relations entre la région du Kurdistan et l'Iran, et pour la prospérité de la région du Kurdistan » dans le même communiqué il déclare aussi « Je vous informe de mon mécontentement après l'arrestation de ce visiteur civil sans que vous en informiez le gouvernement du Kurdistan et sans coordonner (l'opération) avec lui », poursuit le président Talabani. « Vous avez humilié le gouvernement régional, et vous avez ignoré son autorité. ».
Le 7 octobre 2007, il déclare sur la chaîne CNN, qu'il souhaite que les États-Unis maintiennent trois bases permanentes en Irak, une au nord, une au centre et une dernière au sud du pays. Dans le même entretien, il se dit favorable à un plan de transformation de son pays en État fédéral.
Le 11 novembre 2010, il est réélu pour un deuxième mandat.
Le 18 décembre 2012, il est victime d'un accident vasculaire cérébral et d'un arrêt cardiaque et est hospitalisé à l'étranger dès le surlendemain. Il est alors dans un état quasi-végétatif, tandis que des sources annoncent sa mort clinique. Jusqu'au 19 juillet 2014, date de son retour en Irak, il suit divers traitements et une convalescence hors de son pays.
Aux termes de l'article 72 de la Constitution irakienne, Jalal Talabani ne peut solliciter de troisième mandat consécutif. Le 24 juillet 2014, Fouad Massoum, élu président de la république d'Irak par le Parlement le jour même, lui succède,.

### Mort
Il meurt à l'âge de 83 ans le 3 octobre 2017 à Berlin des suites d'une hémorragie cérébrale.
Le 6 octobre ont lieu ses funérailles au Kurdistan irakien, suscitant beaucoup de ferveur, ce qui est inhabituel en Irak car la plupart de ses prédécesseurs au poste de président sont morts exécutés ou en exil.

## Famille
Jalal Talabani a épousé Hero Ibrahim Ahmed (en), la fille d'Ibrahim Ahmad (en). N'ayant pas suivi son mari à Bagdad, elle réside à Souleimaniye. Ils ont deux fils. Bafel travaille pour l'Union patriotique du Kurdistan (UPK) et Qubad Talabani fait partie du gouvernement régional du Kurdistan, dont il a été le représentant aux États-Unis.